# トガウイルス科
トガウイルス科（とがういるすか、Family Togaviridae）とはウイルスの1科。そのビリオンは直径約70nmの球形粒子であり、エンベロープを有し、プラス一本鎖RNAをゲノムとする。ビリオンの表面には微小なスパイクが存在する。細胞質で増殖し、出芽の際にエンベロープを獲得する。

## 分類
- Genus Alphavirus
  - 東部ウマ脳炎ウイルス（Eastern equine encephalitis virus）
  - 西部ウマ脳炎ウイルス（Western equine encephalitis virus）
  - ベネズエラウマ脳炎ウイルス（Venezuelan equine encephalitis virus）
  - チクングニアウイルス（Chikungunya virus）など